# District de Tiergarten
Le district de Tiergaten est l'une des anciennes subdivision administratives de Berlin créée lors de la constitution du Grand Berlin en 1920.
Après la Seconde Guerre mondiale, elle fera partie du secteur d'occupation britannique de Berlin-Ouest.
Lors de la réforme de 2001, le district fut intégré à l'arrondissement de Mitte et correspond aux actuels quartiers de :
- 0102 Berlin-Moabit
- 0103 Berlin-Hansaviertel
- 0104 Berlin-Tiergarten